# Score
Score – oficjalny album koncertowy progresywnometalowego zespołu Dream Theater, wydany w 2006 roku w dwóch wersjach: na trzech płytach CD oraz na dwóch DVD. Album jest kompletną rejestracją koncertu zagranego przez zespół 1 kwietnia 2006 roku w hali muzycznej Radio City Music Hall w Nowym Jorku. Był to finałowy koncert trasy koncertowej celebrującej 20 rocznicę powstania Dream Theater.
Druga część koncertu zagrana została z towarzyszeniem orkiestry symfonicznej dyrygowanej przez Jamshieda Sharifi.
Koncert przedstawia ogólny przekrój przez twórczość grupy z całego okresu jej istnienia, jednakże przeważają utwory z wydanej rok wcześniej płyty Octavarium.

## Lista utworów

### Wydanie CD

#### CD 1
1. „The Root of All Evil” – 8:22
2. „I Walk Beside You” – 4:11
3. „Another Won” – 5:22
4. „Afterlife” – 5:56
5. „Under a Glass Moon” – 7:29
6. „Innocence Faded” – 5:36
7. „Raise the Knife” – 11:43
8. „The Spirit Carries On” – 9:46

#### CD 2
1. „Six Degrees of Inner Turbulence” – 41:33
2. „Vacant” – 3:01
3. „The Answer Lies Within” – 5:36
4. „Sacrificed Sons” – 10:38

#### CD 3
1. „Octavarium” – 27:16
2. „Metropolis” – 10:39

### Wydanie DVD

#### DVD 1
1. „The Root of All Evil” – 9:32
2. „I Walk Beside You” – 4:10
3. „Another Won” – 5:40
4. „Afterlife” – 7:28
5. „Under a Glass Moon” – 7:27
6. „Innocence Faded” – 6:16
7. „Raise the Knife” – 11:51
8. „The Spirit Carries On” – 9:37
9. „Six Degrees of Inner Turbulence” – 41:26
10. „Vacant” – 3:03
11. „The Answer Lies Within” – 5:36
12. „Sacrificed Sons” – 10:36
13. „Octavarium” – 27:26
14. „Metropolis” – 11:16
15. Napisy końcowe – 2:53

#### DVD 2
- „The Score So Far...” film dokumentujący 20 lecie działalności zespołu – 56:25
- „Octavarium - animacja” – 3:06
- „Another Day” (występ na żywo, Tokio, 26 sierpnia 1993) – 4:47
- „The Great Debate” (występ na żywo, Bukareszt, 4 lipca 2002) – 13:37
- „Honor Thy Father” (występ na żywo, Chicago, 12 sierpnia 2005) – 9:47

## Skład

### Zespół
- James LaBrie – śpiew
- John Myung – gitara basowa, śpiew
- John Petrucci – gitara, śpiew
- Mike Portnoy – instrumenty perkusyjne, śpiew
- Jordan Rudess – instrumenty klawiszowe, Continuum, gitara hawajska

### Dyrygent orkiestry symfonicznej
- Jamshied Sharifi

### Orkiestra Octavarium
- Elena Barere – skrzypce
- Yuri Vodovos – skrzypce
- Belinda Whitney – skrzypce
- Avril Brown – skrzypce
- Katherine Livolsi – skrzypce
- Abe Appleman – skrzypce
- Joyce Hammann – skrzypce
- Karen Karlsrud – skrzypce
- Ann Leathers – skrzypce
- Ricky Sortomme – skrzypce
- Jan Mullen – skrzypce
- Carol Pool – skrzypce
- Vincent Lionti – altówka
- Adria Benjamin – altówka
- Judy Witmer – altówka
- Crystal Garner – altówka
- Jonathan Dinklage – altówka
- Richard Locker – wiolonczela
- Eugene Moye – wiolonczela
- David Heiss – wiolonczela
- Caryl Paisner – wiolonczela
- Bob Carlisle – waltornia
- Dan Culpepper – waltornia
- Larry DiBello – waltornia
- George Flynn – puzon basowy
- Pamela Sklar – flet
- Ole Mathisen – klarnet
- Jeff Kievit – trąbka
- Jim Hynes – trąbka
- Gordon Gottlieb – instrumenty perkusyjne